# Степашкіна Клавдія Іванівна
Клавдія Іванівна Степа́шкіна (рос. Степашкина Клавдия Ивановна, 28 травня 1912, Саратов) — радянська лікар, доктор медичних наук з 1942 року, професор з 1944 року, Заслужений діяч науки УРСР з 1966 року.
Закінчила Саратовський медичний інститут у 1936 році, де до 1944 року працювала на кафедрі терапії.
У 1950—1981 роках — завідувач кафедри пропедевтики внутрішніх хвороб Дніпропетровського медичного інституту.
Основні праці присвячені проблемам білкового харчування при захворюваннях печінки, порушеннях функцій печінки при різних хворобах, дієтології та серцево-судинної патології.
Зі Степашкіною пов'язаний розвиток пропедевтичної наукової школи в Україні, важливий етап створення оригінальних наукових та педагогічних поглядів вищої медичної школи.

## Праці
- (рос.)Клавдия Степашкина, Борис Мошков, Лечебное питание на дому, Государственное медицинское издательство УССР, 1958. — 220 с.
- (рос.)Клавдия Степашкина, Борис Мошков Лечебное питание в домашних условиях // Здоров'я, 1967.